# Baigneux-les-Juifs
Baigneux-les-Juifs ist eine französische Gemeinde mit 203 Einwohnern (Stand: 1. Januar 2022) im Département Côte-d’Or in der Region Bourgogne-Franche-Comté (vor 2016 Bourgogne); sie gehört zum Arrondissement Montbard und zum Kanton Châtillon-sur-Seine. Die Einwohner werden Bagnosiens genannt.

## Geographie
Baigneux-les-Juifs liegt etwa 42 Kilometer nordwestlich von Dijon. Die Seine begrenzt die Gemeinde im Osten. Umgeben wird Baigneux-les-Juifs von den Nachbargemeinden Ampilly-les-Bordes und Quemigny-sur-Seine im Norden, Duesme im Nordosten, Orret im Osten, Poiseul-la-Ville-et-Laperrière im Süden, La Villeneuve-les-Convers im Südwesten, Étormay im Westen sowie Jours-lès-Baigneux im Nordwesten.

## Bevölkerungsentwicklung
| Jahr                       | 1962 | 1968 | 1975 | 1982 | 1990 | 1999 | 2006 | 2019 |
| Einwohner                  | 347  | 452  | 300  | 261  | 251  | 271  | 264  | 223  |
| Quellen: Cassini und INSEE |      |      |      |      |      |      |      |      |

## Sehenswürdigkeiten
- gotische Kirche Sainte-Madeleine aus dem 13. Jahrhundert, seit 1947 Monument historique
- Einsiedelei Notre-Dame-du-Val-de-Seine aus dem 12. Jahrhundert
- Vogtei

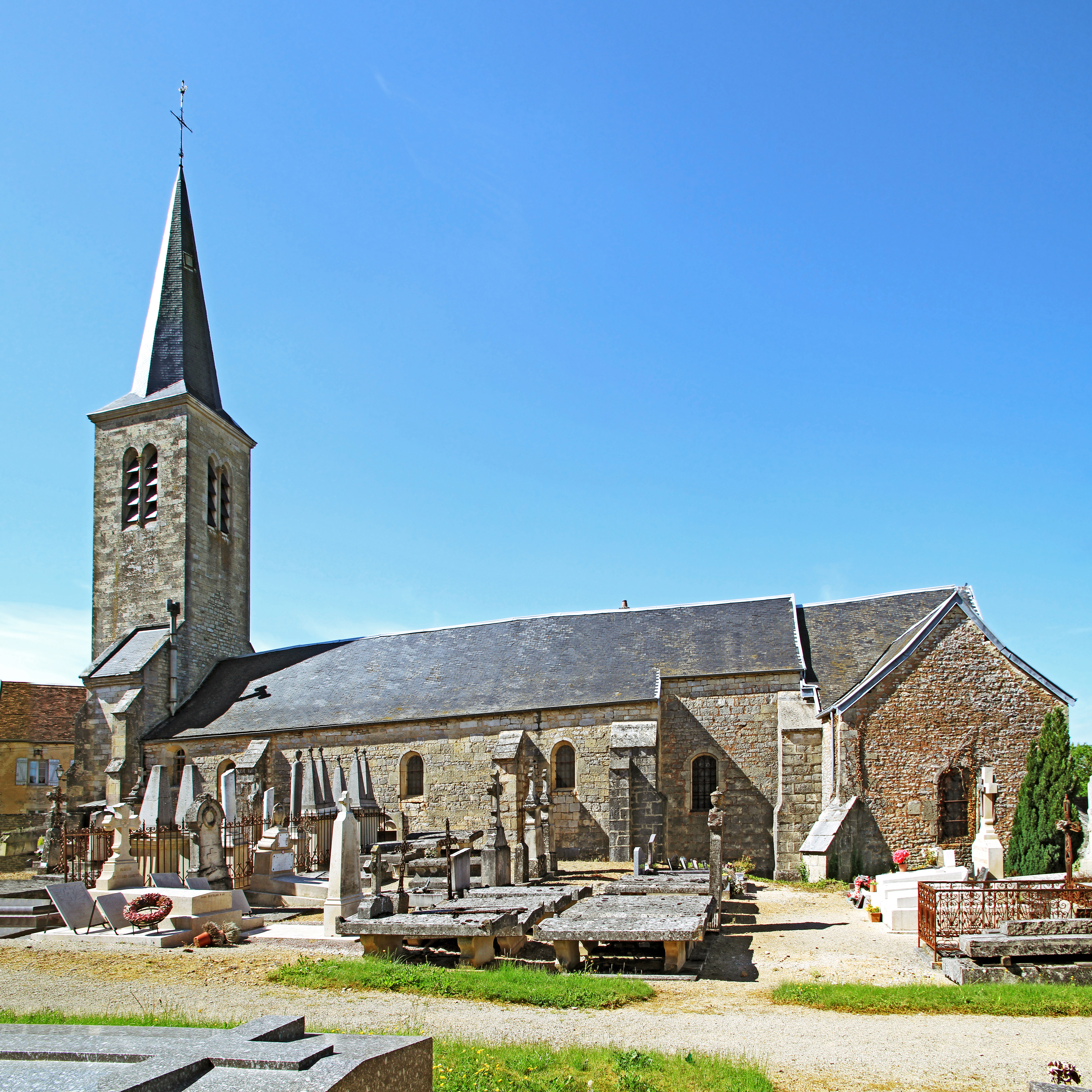
Kirche Sainte-Marie-Madeleine
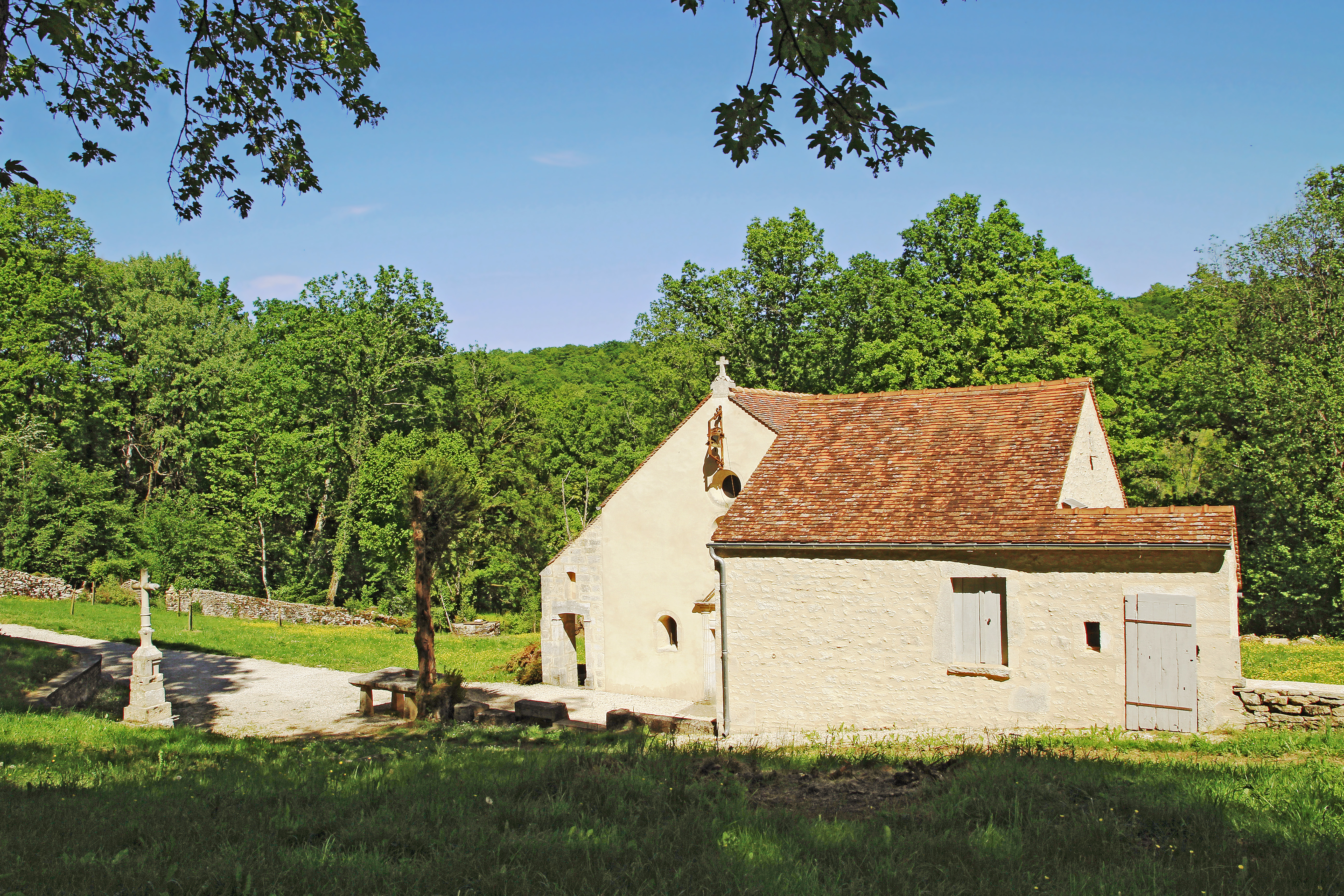
Einsiedelei